# Robert Hugo Jäckel

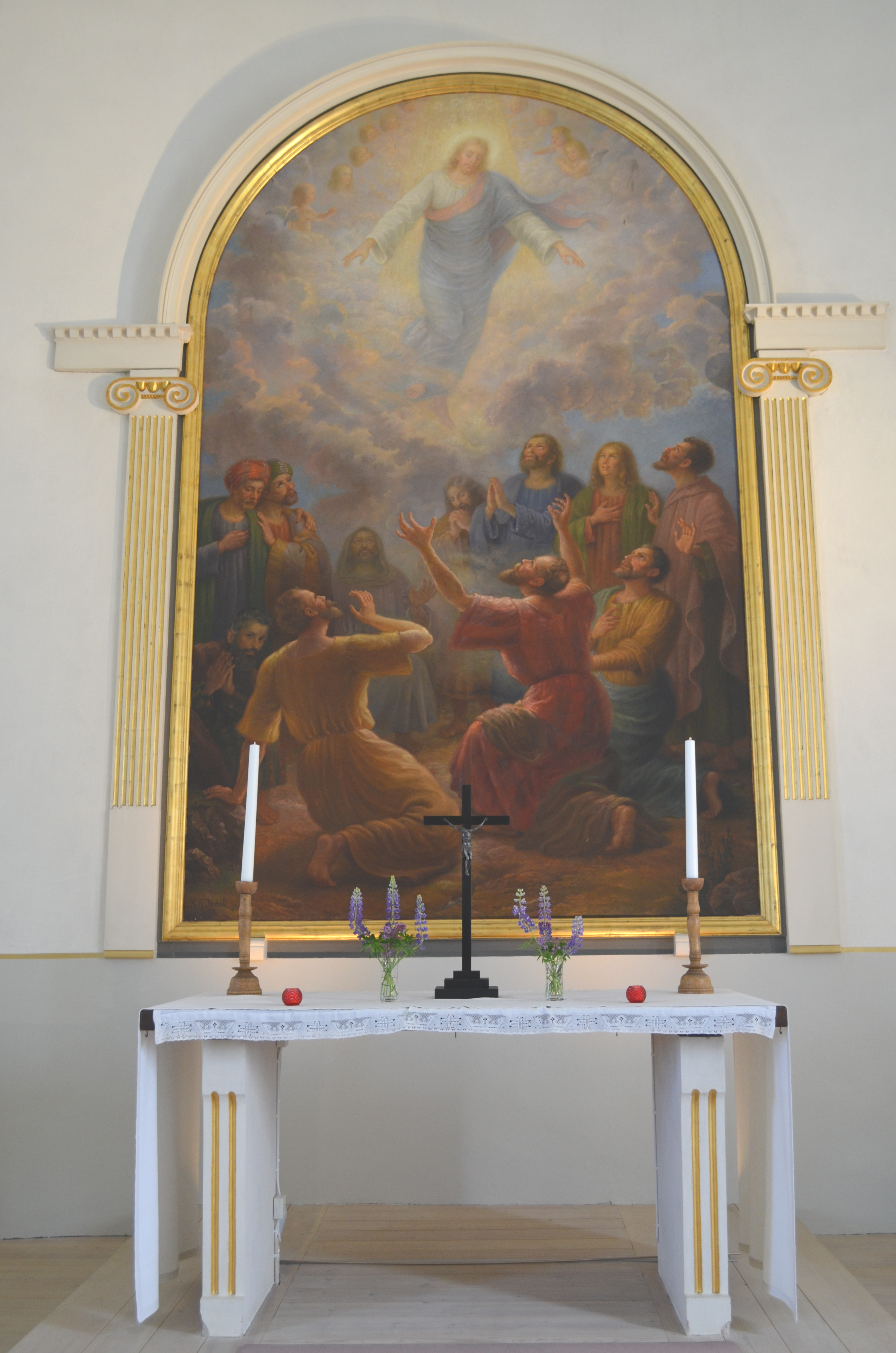
Altartavlan i Västra Hargs kyrka.

Robert Hugo Jäckel, född 1872 i Gablonz, Österrike-Ungern, död 1952 i Wien, var en svensk målare. 
Jäckel studerade konst i Wien. Han flyttade till Sverige under 1920-talet och bosatte sig i Falsterbo. Han blev svensk medborgare 1927. Han ställde ut separat på Malmö rådhus och i Halmstad. Bland hans offentliga arbeten märks altartavlor till kyrkor i Västerås, Västra Harg och Wien samt några freskomålningar. Hans konst består av porträtt, interiörer, landskap och stadsbilder från olika platser i Sverige och Tyskland. Jäckel är representerad vid Krems museum och Gablonz museum.